# Cryptacanthodes
Cryptacanthodes is een geslacht van straalvinnige vissen uit de familie van wrymouten (Cryptacanthodidae). Het geslacht is voor het eerst wetenschappelijk beschreven in 1839 door Storer.

## Soorten
- Cryptacanthodes aleutensis (Gilbert, 1896)
- Cryptacanthodes bergi (Lindberg, 1930)
- Cryptacanthodes giganteus (Kittlitz, 1858)
- Cryptacanthodes maculatus Storer, 1839